# Sárosd
Sárosd est un village et une commune du comitat de Fejér en Hongrie.